# Geomorfologia glaciale

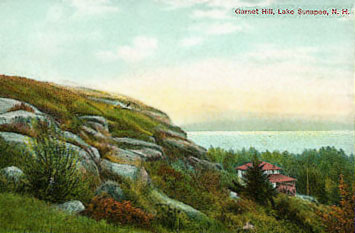
Un'antica cartolina mostra rocce modellate dall'erosione glaciale.

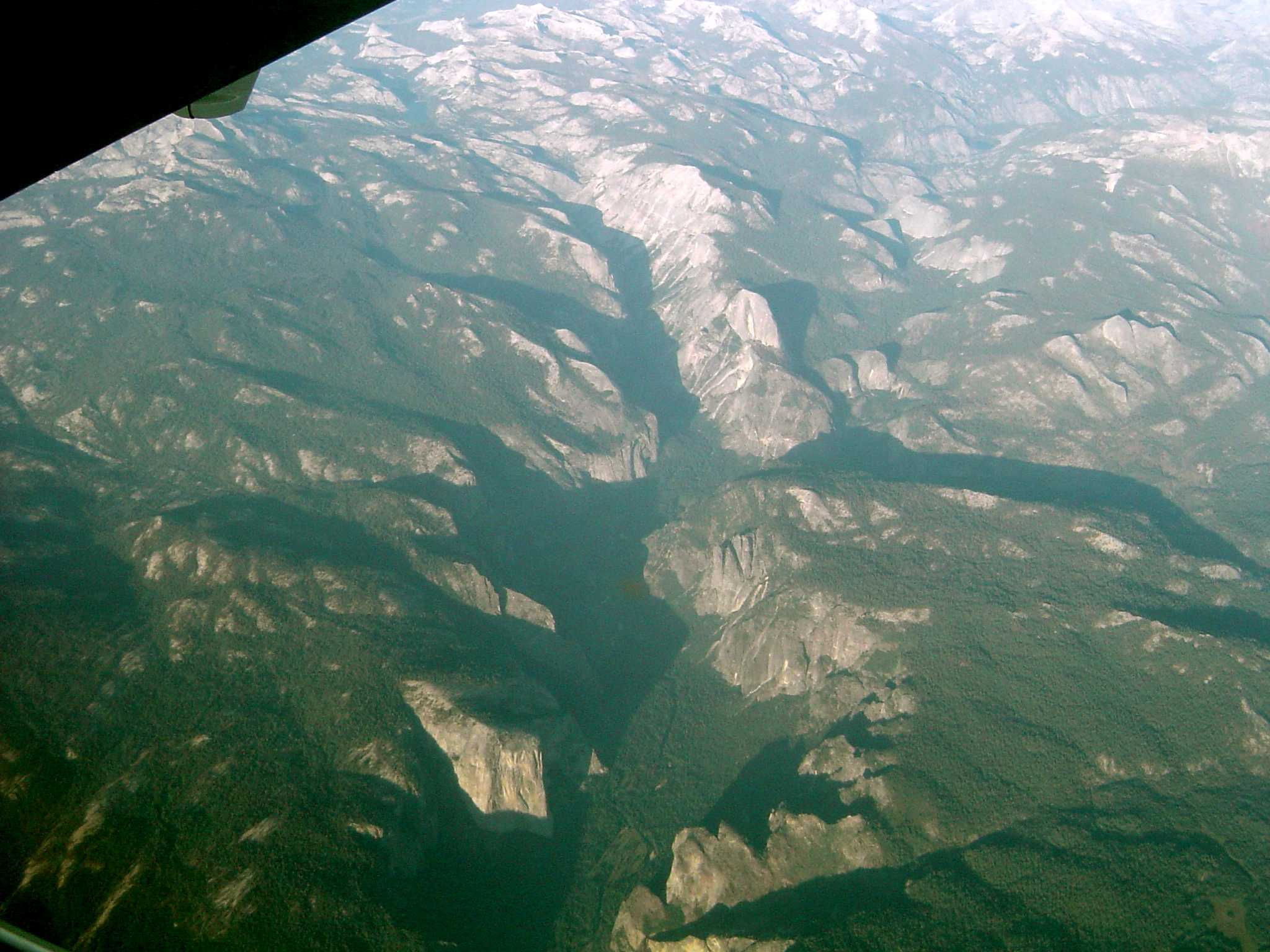
Veduta aerea della Valle di Yosemite con la sua tipica forma a U

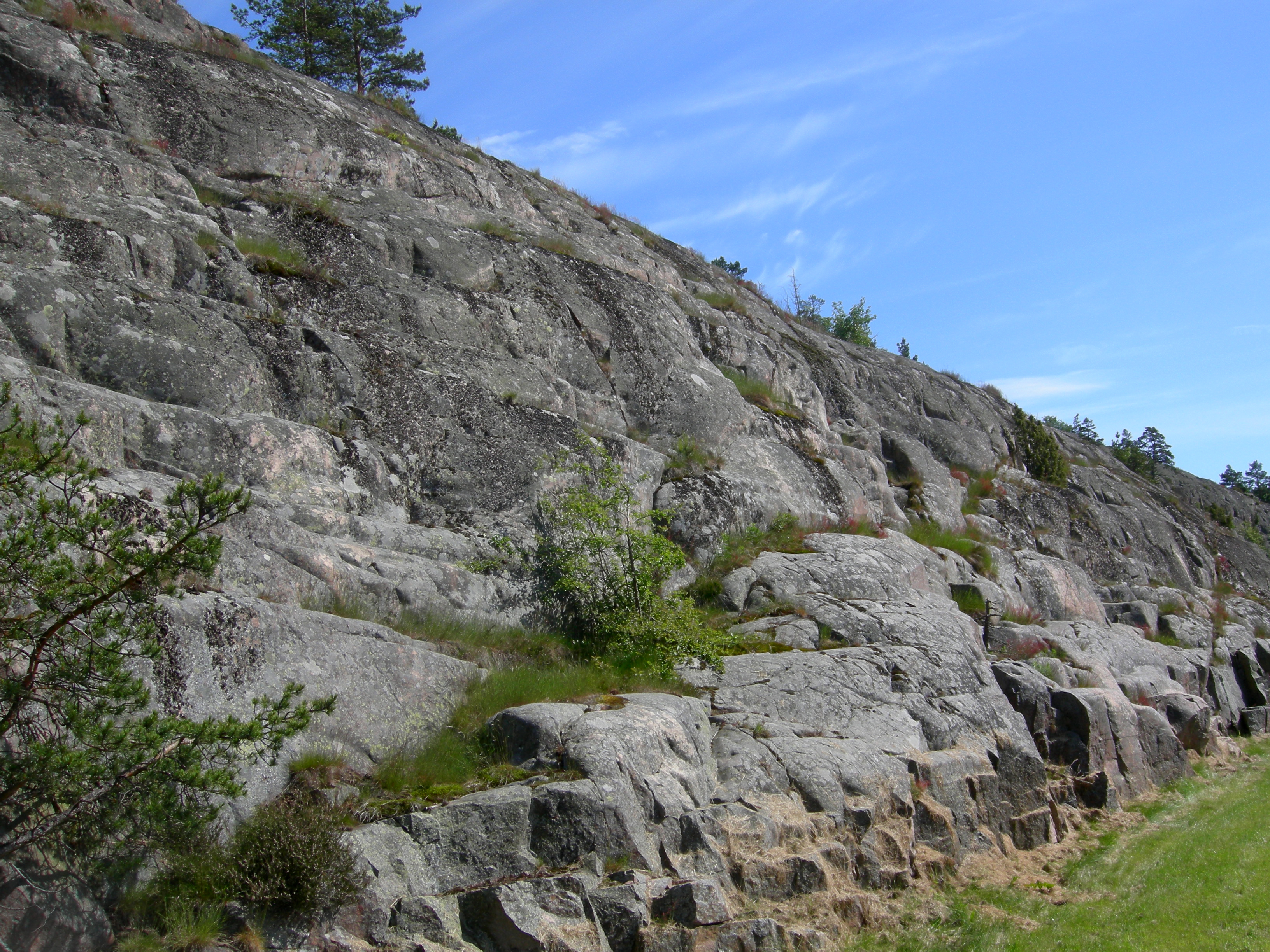
Roccia in posto granitica deformata glacialmente nei pressi di Mariehamn, Isole Åland.

La geomorfologia glaciale studia e descrive il prodotto dall'azione dei ghiacciai sulla superficie terrestre, la maggior parte delle aree oggi caratterizzate da questa morfologia sono state create dal movimento dei grandi ghiacciai continentali durante le glaciazioni del quaternario. In alcune regioni, come la Fennoscandia e le Ande meridionali, se ne trovano grandi estensioni, mentre in altre come il Sahara sono state scoperte vecchie forme fossili di superfici rocciose modellate dal ghiaccio.

## Forme erosive del suolo

Forme erosive del suolo

Quando i ghiacciai si espandono, a causa del loro peso di neve e ghiaccio accumulato, frantumano e levigano le rocce in superficie e la roccia in posto. Le morfologie che ne risultano comprendono striature, circhi, picchi piramidali, arête, trim line, valli a forma di U, roches moutonnées e valli pendenti.
- Circhi: luogo di partenza per i ghiacciai montani
- Valle a forma di U: creata dai ghiacciai montani (chiamati fiordi quando creano un'insenatura riempita d'acqua di mare.

## Strutture sedimentarie dei depositi glaciali

Forme sedimentarie del suolo

Una volta che i ghiacciai si ritirano, lasciandosi dietro il loro carico di roccia frantumata e sabbia (ammasso glaciale), creano depositi sedimentari con caratteristiche morfologiche e di organizzazione interna ben definite, come morene, esker e kame, come pure drumlin e morene scanalate (ribbed). I muri di pietra della Nuova Inghilterra (New England) contengono molti massi erratici, trascinati dal ghiacciaio dalla loro roccia in posto originaria per molte miglia.
- L'esker è il letto di accumulo di un fiume sotto il ghiacciaio.
- Il Kame è un cumulo di forma irregolare
- La morena può essere terminale (alla fine di un ghiacciaio) o laterale (lungo i suoi lati).
- L'outwash fan è un corso d'acqua intrecciato che scorre alla fine della fronte di un ghiacciaio.

## Laghi e stagni
Laghi e stagni possono anche essere generati dal movimento glaciale. I laghi kettle si formano quando un ghiacciaio in fase di ritiro lascia dietro di sé un grosso blocco di ghiaccio in superficie o nel sottosuolo che successivamente fonde formando una depressione contenente acqua. Un lago arginato da morena si forma quando un corso d'acqua (o un deflusso di neve) viene arginato da detriti glaciali. Il Lago Jackson e il Lago Jenny nel Parco nazionale del Grand Teton sono esempi di laghi arginati da morena, sebbene lo Jackson sia anche stato irrobustito da una diga fatta dall'uomo.
- Il lago kettle si viene a formare da un blocco di ghiaccio separato dal ghiacciaio principale (la depressione in cui il lago verrà a formarsi).
- Il lago glaciale si viene a formare tra la fronte di un ghiacciaio e l'ultima morena terminale, che di solito non esiste più.

## Caratteristiche del ghiaccio
Oltre alle conformazioni lasciate (dal loro ritiro), i ghiacciai stessi possono essere forme caratteristiche sorprendenti del terreno, in modo particolare nelle regioni polari della terra. Notevoli esempi comprendono i ghiacciai vallivi laddove il flusso glaciale è contenuto dalle pareti della valle, da i crepacci nella sezione superiore del ghiacciaio e dalle cascate di ghiaccio (l'equivalente delle cascate d'acqua).